# Dépôt de conteneurs intérieur de Masaka
 (avril 2024).
Le Masaka Inland Container Depot (MICD) est un port sec, situé à Kigali, la capitale et la plus grande ville du Rwanda.

## Emplacement
L'installation est située dans le quartier de Masaka, dans la ville de Kigali, à environ de 17,5 kilomètres à l'est du quartier central des affaires de la ville.

## Aperçu
En janvier 2016, le gouvernement du Rwanda a signé un accord avec Dubai Ports World (DPW) pour construire ce qui est officiellement appelé la plate-forme logistique de Kigali (KLP). DPW gérerait et exploiterait alors le dépôt sec pendant 25 ans à compter de la date d'achèvement. Le développement se trouve sur 30 hectares de biens immobiliers. Les services sur place comprennent les services d'inspection et de dédouanement, le service des recettes, les installations d'entretien et de réparation, les installations bancaires et les installations de Technologie de l'information.
Le port sec assurera le chargement et le déchargement des camions de transport, et l'entreposage frigorifique. Les importations en provenance de l'étranger peuvent également être distribuées via la chaîne logistique vers les villes voisines de Goma et Bukavu dans les provinces du Nord et du Sud-Kivu de la République démocratique du Congo. L'installation est reliée au port de Dar es Salaam, point d'entrée principal du couloir central.

## Construction
La première phase du port intérieur a été construite entre 2016 et 2018, sur 13 hectares pour un coût budgétaire de 35 millions de dollars américains. La deuxième phase, qui devrait suivre la première, comprend la construction d'installations modernes d'entreposage frigorifique sur 7 hectares. Le coût des deux phases est budgétisé à 80 millions de dollars américains.

## Possession
MICD est en cours de développement[Quand ?] par Dubai Ports World, un développeur et gestionnaire d'installations maritimes internationales, avec plus de 70 terminaux à travers le monde, avec plus de 35 000 employés. DPW possédera et gérera l'installation pendant 25 ans à compter de la date de mise en service,.